# 孟汉琼
孟汉琼（？—934年5月16日？），中国五代十国时期政权后唐宦官。孟漢瓊在后唐明宗李嗣源末年及後唐閔帝李从厚年间掌握权势，与李嗣源宠妃王淑妃互相合作。他被推翻李从厚的李从厚养兄李从珂所杀。

## 背景
孟汉琼的生年和出生地都不详。年轻时，为赵王王镕小竖。天祐十八年（921年），王镕被其养子张文礼杀害并取代，次年晋王李存勖灭赵，兼并其地，孟汉琼留在赵都真定，李存勖建立后唐称帝后，于同光三年（925年）任养兄李嗣源为成德军节度使，孟汉琼侍奉李嗣源左右。

## 李嗣源年间
四年（926年）李存勖在京城洛阳的兴教门之变中被杀，李嗣源继位。孟汉琼历任诸司使。长兴元年（930年），在权臣枢密使安重诲坚持下，李嗣源养子李从珂被罢免河中节度使，勒令回清化里家中，禁止面圣，安重诲又不停试图寻机弹劾李从珂之罪。但在李嗣源宠妃王德妃介入下，李从珂得免。王德妃又常令孟汉琼去李从珂处传教旨以为安抚，李从珂也善待他，他因而自认为李从珂对自己有恩，自己也对李从珂有恩。
九月，孟汉琼时任武德使，与王德妃渐渐用事，他们数次对李嗣源弹劾安重诲。安重诲担忧害怕，上表请辞，李嗣源派孟汉琼去中书省咨询，宰相中书侍郎冯道认为安重诲最好辞职，门下侍郎赵凤却认为安重诲当留任。结果李嗣源没有采取措施。
十二月，朝廷军在安重诲建议发起的对西川节度使孟知祥和东川节度使董璋的讨伐中受挫，安重诲从洛阳去前线督战。但在途中，凤翔节度使朱弘昭、李嗣源女婿东川行营都招讨使石敬瑭、时任宣徽使的孟汉琼都上表称安重诲可能意在夺取伐蜀军权。李嗣源因而召回安重诲，任为河中节度使，再勒令致仕，杀之。安重诲被杀后，对李从珂的限制才解除。
二年（931年）四月，王德妃改封淑妃，五月，孟汉琼为右卫大将军，知内侍省事，充宣徽北院使。时任枢密使范延光、赵延寿因安重诲以刚愎得罪，对政事都不置可否。决策权就落入王淑妃和孟汉琼手中。之前安重诲严格控制宫中用度，这时孟汉琼用事，以曹皇后名义自取府库中物，不通知枢密院和三司，也不用文书记录，所取物资不可胜数。三年（932年）十一月，判宣徽院事。
李嗣源在世长子秦王李从荣被认为可能的储君，朝中无人能制，不敬包括范延光和赵延寿在内的将官。二人担心与李从荣关系不善会招祸，都请求辞官离开洛阳去做节度使。李嗣源拒绝，认为他们是在抛弃自己。后赵延寿获准出为宣武军节度使，被朱弘昭取代，四年（933年）十月，范延光屡屡通过孟汉琼、王淑妃请求出任地方，最终被任为成德节度使，被冯赟取代。但范延光在辞别李嗣源时仍提醒李嗣源不要听群小之言，暗示其不要被孟汉琼蒙蔽。
孟汉琼累迁宣徽南院使，性通黠，善离间。起初他见李从荣权重，得到王淑妃支持后就倾心侍奉李从荣；当朱弘昭、冯赟用事，他又与他们勾结。不久，李嗣源病笃。十一月，李从荣担忧高官会不让他继位，通知朱弘昭和冯赟他要强行入宫。二人反对，并与孟汉琼等入告王淑妃以谋之，说：“此事需要靠卫兵相助。”于是召侍卫指挥使康义诚，在竹林中筹谋。康义诚有子在秦王府，不敢决断，对朱弘昭说：“我是将校，听公所使罢了！”朱弘昭大惧。次日，李从荣率牙兵到宫。冯赟闻讯，驰入右掖门，见朱弘昭、康义诚、孟汉琼及三司使孙岳正坐在中兴殿阁门外议事。冯赟建议抵抗李从荣，康义诚不答，会议停滞。当时监门报称李从荣兵已在端门外，孟汉琼拂衣而起，声言愿意舍命率兵拒李从荣，此刻当入宫护驾而离去，朱弘昭、冯赟跟随他，康义诚不得已也跟随。孟汉琼见李嗣源，说：“李从荣反了，其兵已攻端门，须臾入宫，要大乱了！”在朱弘昭和冯赟命令下，孟汉琼披甲乘马召马军都指挥使朱洪实，命他率五百骑讨伐李从荣。禁军抵抗并击败李从荣军。李从荣被杀。李嗣源病稍愈，决心召另一子天雄节度使宋王李从厚，遣孟汉琼骑马前去及代李从厚权知天雄军府事。孟汉琼前去，但李从厚未到洛阳，李嗣源已崩，李从厚到洛阳继位为帝。

## 李从厚年间
李从厚登基后，孟汉琼很得恩宠，一月间加骠骑大将军、左卫上将军。部下王彦升骁勇，孟汉琼举荐他补东班承旨。应顺元年（934年）闰正月，孟汉琼被加开府仪同三司，赐忠贞扶运保泰功臣。
朱弘昭和冯赟继续为李从厚的枢密使，成为政府的主导人物，不信任长期随李嗣源征伐、有功名、得众心的时任凤翔节度使的李从珂和时任河东节度使的石敬瑭。他们不想让石敬瑭久居河东，又想召回孟汉琼。二月，他们以枢密使名义下令徙李从珂为河东节度使兼北都留守，徙石敬瑭为成德节度使，徙范延光为天雄节度使，召回孟汉琼。
李从珂害怕这些举动是针对他的，于是反叛。朝廷派西都留守王思同为西面行营马步军都部署统军讨凤翔，起初取胜，很快围攻其军部凤翔府，但部下羽林指挥使杨思权叛投李从珂，朝廷军队丧失士气并瓦解，大部分投降了李从珂。李从珂夺取军队，进军洛阳。李从厚派康义诚抵抗，但康义诚也投降李从珂，导致当时洛阳无可守御。
李从厚想逃到天雄军，命孟汉琼先去天雄军准备。但孟汉琼不应召，召来妓妾诀别，想手刃她们，众人知道他的心思，都藏匿或潜逃。孟汉琼离开洛阳后就单骑奔陕州投奔李从珂，自以为和李从珂的交情足以让自己得免。李从珂也到陕州，孟汉琼在渑池西见到李从珂，大哭，意图自辩。李从珂答：“诸事不言可知。”孟汉琼以为已被李从珂原谅，就插入随从李从珂的官员队列中。李从珂厌恶他，下令在道路左边将他斩首。四月，李从珂登基称帝，下诏声言孟汉琼及朱弘昭、冯赟、王思同、原静难节度使药彦稠等结党兴兵、离间君臣、几乎亡国之罪，陈其尸，削夺官爵。后又下诏许其归葬，但亲属部旧仍流放。

## 评价
- 《旧五代史》史臣曰：如绍宏之争权，汉琼之构祸，乃宦者之常态也，又何足以道哉！